# Tramwaje w Pilźnie

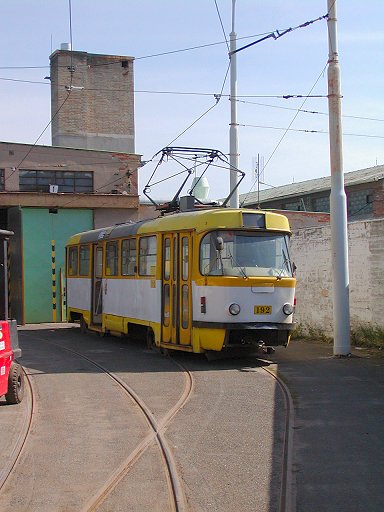
Historyczny tramwaj typu T3 w zajezdni Slovany

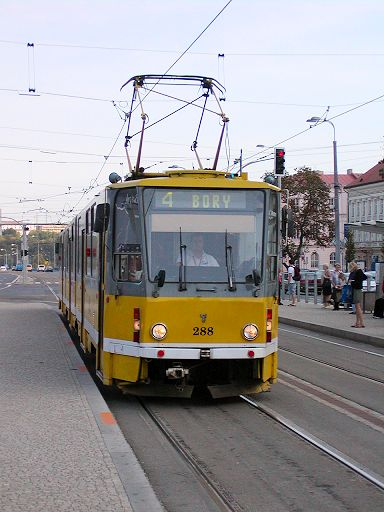
Tramwaj KT8D5 w Pilźnie

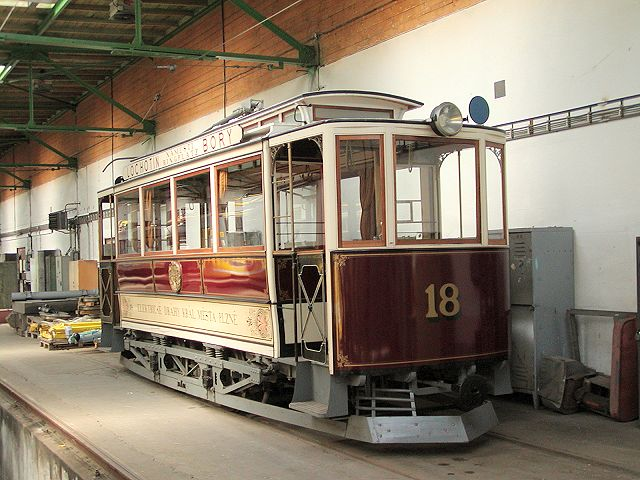
Zabytkowy tramwaj Brožík/Zeman/Křižík z 1899 roku

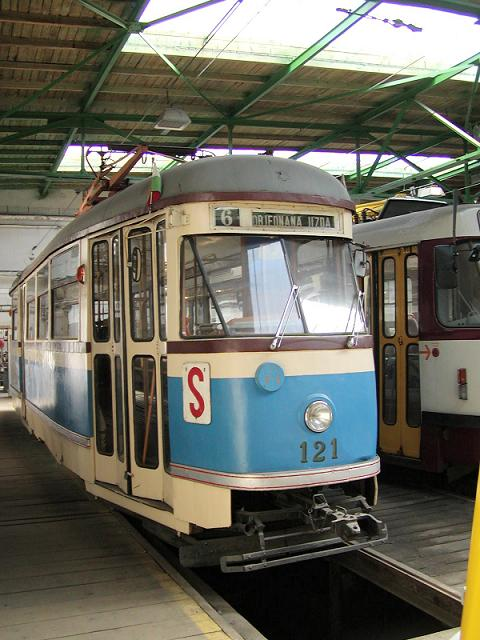
Historyczny tramwaj Tatra T1 w zajezdni Slovany

Tramwaje w Pilźnie (czes. Plzeň) – system komunikacji tramwajowej działający w Pilźnie, czwartym co do wielkości mieście w Czechach. Miasto posiada także komunikację autobusową i trolejbusową.

## Historia

### Koniec XIX wieku
W XIX wieku Pilzno, dzięki budowie nowych zakładów przemysłowych, rozwijało się tak szybko, że niezbędne było wprowadzenie systemu komunikacji miejskiej. Wybrano tramwaj elektryczny, a przewóz rozpoczęto 29 czerwca 1899. Sieć składała się z trzech jednotorowych linii (Bory – Lochotín, Skvrňany – Nepomucká třída, Náměstí – Plynárna) o rozstawie szyn 1435 mm – jedna z linii przebiegała przez rynek (obecnie Náměstí Republiky). System obsługiwało 20 wozów z firmy Brožík/Zeman z wyposażeniem elektrycznym firmy Křižík. W kolejnych latach zakupiono jeszcze 5 wagonów silnikowych i 4 doczepne.

### Pierwsza połowa XX wieku
W latach 1910–1929 sieć była sukcesywnie wydłużana, a niektóre odcinki przebudowano na dwutorowe. 15 czerwca 1929 wybudowano drugą nitkę na rynku. Rozpoczęto także sprowadzanie dwuosiowych wozów tramwajowych firmy Ringhoffer z Pragi, w tym od 1938 bardziej pojemnych wozów z obniżoną podłogą, zwanych Trabuka.

### Druga połowa XX wieku i współczesność
Po II wojnie światowej rozpoczęto budowę nowych osiedli. 1 maja 1962 oddano linię na osiedle Světovar, a w 1973 na Skvrňany. Rozpoczęto także sprowadzanie nowych wozów T1 (w latach 1955–1957), T2 (1960–1962), a od 1964 także T3. Ostatecznie wybudowano jeszcze linie do osiedla Košutka (1980) i Bolevec (1986, ostatecznie oddana 26 maja 1990). Od tego czasu nie nastąpiły większe zmiany i obecnie sieć składa się z 3 linii i jednej zajezdni Slovany (druga zajezdnia Skvrňany, planowana w latach 80., nigdy nie powstała). 4 kwietnia 1987 wycofano wysłużone wagony T1 (jeden zachowano dla celów muzealnych), a w 1989 rozpoczęto eksploatację 12 sztuk nowych wozów KT8D5. Od 1995 przeprowadza się modernizacje wagonów T3 i KT8D5, zaś od 1998 rozpoczęto eksploatację częściowo niskopodłogowych wozów Škoda 03T – Astra.

### Przyszłość
Przez pewien czas istniał plan budowy tramwaju podziemnego, między innymi do osiedla Doubravka. Obecnie plany przewidują połączenie linii z dzielnicy Bory z obszarami przemysłowymi.

## Linie
Stan z 29 kwietnia 2020 r.
| Linia | Trasa |
| ----- | --- |
|       | Bolevec ↔ Slovany Bolevec – Okounová – Bolevecká náves – Majakovského – Mozartova – U Gery – Lékařská fakulta – Pod Záhorskem – Sady Pětatřicátníků – Náměstí Republiky – Anglické nábřeží – Hlavní nádraží – Mikulášské náměstí – Jedlová – Liliová – Olšová – Vřesová – Slovany |
|       | Světovar ↔ Skvrňany Světovar – Brojova – Radnice Slovany – Náměstí Generála Píky – Bazén Slovany – U Duhy – Mikulášské náměstí – Hlavní nádraží – Anglické nábřeží – Náměstí Republiky – Hlavní pošta – Palackého náměstí – CAN Skvrňanská – Škoda, III. brána – Přední Skvrňany – Malesická – Slovanské údolí – Školy Vejprnická – Karla Steinera – Macháčkova – Terezie Brzkové – Skvrňany |
|       | Košutka ↔ Univerzita Plzeňka – Severka – Sokolovská – U Družby – Boženy Němcové – Zoologická zahrada – Pod Záhorskem – Sady Pětatřicátníků – U Práce – Masarykovo náměstí – Chodské náměstí – Dobrovského – Náměstí Míru – Dvořákova – Borský park – Bory – Technická |

## Tabor
Obecnie w ruchu znajdują się następujące tramwaje:
| Zdjęcie       | Typ            | Modyfikacje i podtypu | Dostawy w latach | Liczba szt. (stan na 12.12.2020r.) |
| ------------- | -------------- | --------------------- | ---------------- | ---------------------------------- |
|               | Tatra T3       | Tatra T3R.P           | 1982–1987        | 31                                 |
| Tatra T3R.PV  | Tatra T3       | 2004                  | 2                |                                    |
| Tatra T3R.PLF | Tatra T3       | 2008–2010             | 18               |                                    |
|               | Tatra KT8D5    | Tatra KT8D5R.N2P      | 2007–2009        | 12                                 |
|               | Škoda 03T      | Škoda 03T (Astra)     | 1997–2000        | 5                                  |
|               | Tatra K3R-NT   | Tatra K3R-NT          | 2006             | 4                                  |
|               | Vario LF       | VarioLFR.S            | 2010–2014        | 26                                 |
|               | Vario LF plus  | Vario LFplus          | 2010–2017        | 6                                  |
|               | Vario LF2/2 IN | VarioLF2/2 IN         | 2013–2014        | 4                                  |
|               | EVO2           | EVO2                  | 2019             | 9                                  |

W latach 2003–2008 eksploatowany był prototyp tramwaju Škoda 05 T.

### Tabor historyczny
PMDP posiada również sześć wozów historycznych:
- Brožík / Křižík Nr 18 z 1899 roku, zabytkowy od 1955 (najstarszy na świecie tramwaj elektryczny poruszający się o własnych siłach)[3]
- Ringhoffer ev. Nr 82 z 1929 roku, zakupiony w 2018 z Pragi[4]
- pudło przyczepy Brožík / Křižík ev. Nr 9 z 1899 roku, przebudowanej w 1937 z wagonu silnikowego, nabyte w 2011 (oczekujące na ewentualną rekonstrukcję)[5]
- Tatra T1 Nr 121 z 1956 roku[6]
- Tatra T2 Nr 133 z 1958 roku, kupiony w 2007 z Liberca[6]
- Tatra T3 Nr 192 z 1976 roku, zabytkowy od 2008 (wycofany z eksploatacji w 2004)[7]